# Седлисько (Новосольський повіт)
Седлисько (пол. Siedlisko, нім. Carolath) — село в Польщі, у гміні Седлисько Новосольського повіту Любуського воєводства.
Населення — 1917 осіб (2011).

## Демографія
Демографічна структура станом на 31 березня 2011 року:
|          | Загалом | Допрацездатний вік | Працездатний вік | Постпрацездатний вік |
| -------- | ------- | ------------------ | ---------------- | -------------------- |
| Чоловіки | 941     | 216                | 658              | 67                   |
| Жінки    | 976     | 221                | 601              | 154                  |
| Разом    | 1917    | 437                | 1259             | 221                  |